# Џејмс Тарковски
Џејмс Алан Тарковски (енгл. James Alan Tarkowski; 19. новембар 1992) професионални је енглески фудбалер који игра на позицији центархалфа. Тренутно наступа за Евертон.
Каријеру је почео у Олдам атлетику где је провео четири сезоне. У јануару 2014. године потписао је уговор са Брентфордом, са којим је изборио пласман у Чемпионшип. У фебруару 2016. је постао играч Бернлија. Врло брзо је постао стандардни првотимац и сакупио преко 200 наступа у свим такмичењима.
За сениорску репрезентацију Енглеске одиграо је две утакмице.